# 開江寶泉塔
開江寶泉塔位於四川省達州市開江縣，文物遺址年代判定為清代。2007年6月1日公佈為四川省第七批文物保護單位。